# Галатея (спътник)
Галатея е четвъртият открит естествен спътник на Нептун. Носи името на Галатея, една от нереидите в древногръцката митология. Като алтернатива се употребява и Нептун 6.
Спътникът има неправилна форма и не показва следи от геологична активност. Поради под-стационарната си орбита орбиталния радиус на спътника бавно намалява поради приливните сили на Нептун и в далечното бъдеще той ще се разпръсне във формата на планетарен пръстен, или ще бъде погълнат от атмосферата на планетата.